# Кремньов Олег Олександрович
Кремньо́в Оле́г Олекса́ндрович (13 березня 1919, Крюків — 8 січня 1987) — український радянський вчений у галузі теоретичної і промислової теплотехніки, академік Академії наук УРСР (з 2 квітня 1976 року), заступник директора Інституту технічної теплофізики Академії наук УРСР.

## Біографія
Народився 13 березня 1919 року в місті Крюкові (нині в межах міста Кременчука Полтавської області). У 1941 році закінчив Київський політехнічний інститут. Член ВКП (б) з 1942 року. У 1945–1948 роках працював в Управлінні у справах вищої школи. З 1949 року — в Інстиуті технічної теплофізики АН УРСР.

Могила Олега Кремньова

Помер 8 січня 1987 року. Похований в Києві на Байковому кладовищі (ділянка № 31).

## Наукова діяльність
Розв'язав комплекс задач нестаціонарної теплопровідності гірських масивів. Досліджував з проблеми використання глибинного тепла Землі, сонячної енергії, регулювання теплового режиму шахт.
Основні праці з теоретичних і практичних питань інтенсифікації тепло-масообміну і розробки ефективних тепломасообмінних процесів.

## Відзнаки
- Нагороджений орденами Червоної Зірки, «Знак Пошани», медалями.
- Лауреат Державної премії СРСР (1969) та Державної премії УРСР в галузі науки і техніки (1983; за «розробку і впровадження технології монодисперсного гранулювання розплавів і нового віброгрануляційного устаткування у виробництві мінеральних добрив на підприємствах азотної промисловості»).
- Лауреат премії АН УРСР імені Г. Ф. Проскури (1987 за підсумками 1986) — за роботу «Тепло- і масообмін в гірничому масиві та підземних спорудах», співавтор — Журавленко Віктор Якович.

## Пам'ять

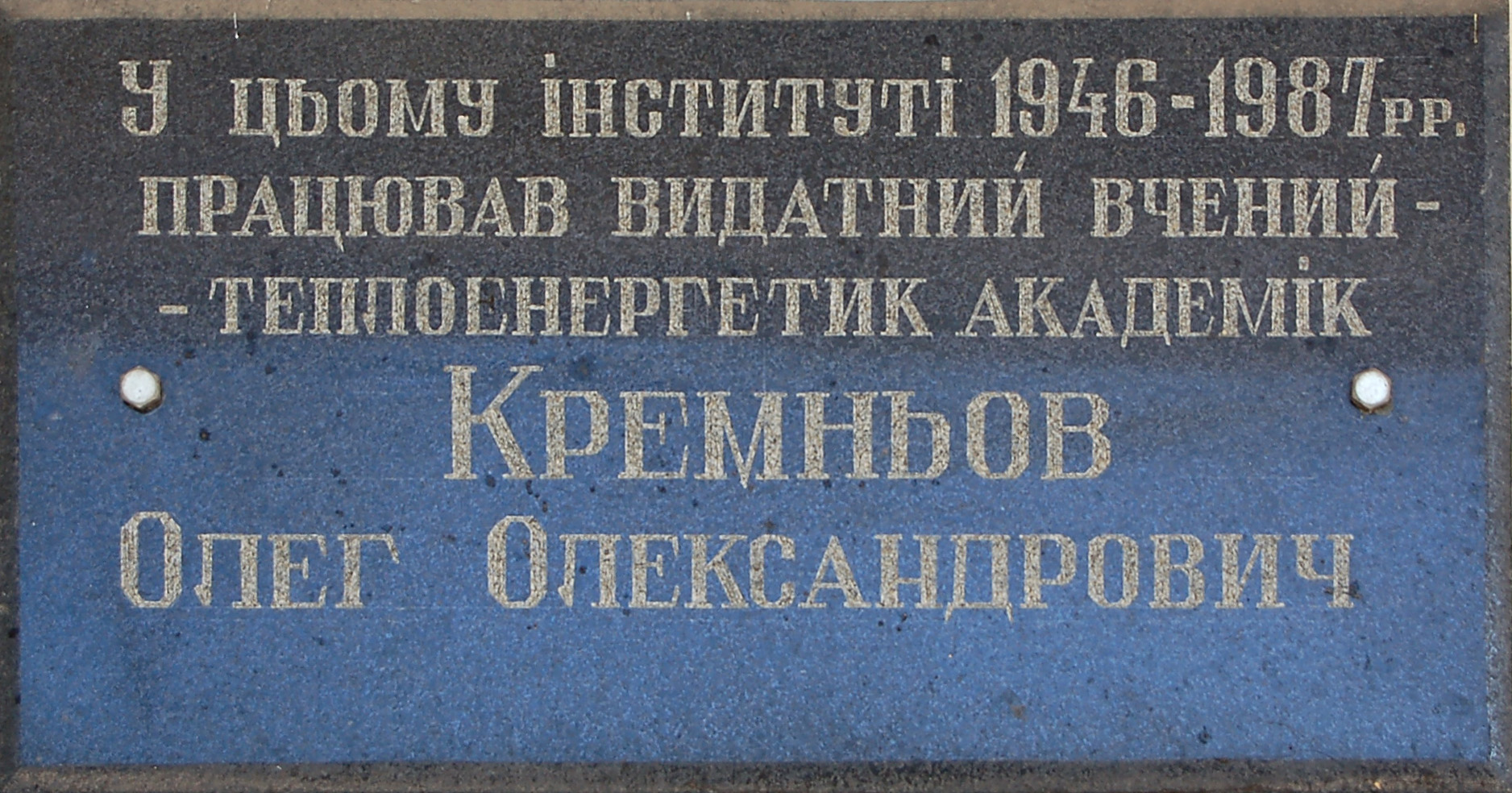
меморіальна дошка

В Києві, на будівлі Інституту технічної теплофізики НАНУ, по вулиці Академіка Булаховського, 2, де в 1946—1987 роках працював Олег Кремньов, встановлено гранітну меморіальну дошку.